# The Inevitable End
The Inevitable End is het vijfde studioalbum van het Noorse duo Röyksopp. De geplande verschijningsdatum is 10 november 2014. Bij de aankondiging van het album maakte Röyksopp bekend dat dit hun laatste album zal zijn. Het duo stopt niet met muziek maken, maar brengt geen albums meer uit.
Het reguliere album telt twaalf tracks, op de bonus-cd staan nog vijf aanvullende tracks. Diverse vocalisten zijn op het album te horen: de Zweedse zangeres Robyn, de Noorse zangeres Susanne Sundfør, zanger Jamie McDermott van The Irrepressibles en Ryan James van Man Without Country. Het nummer Running To The Sea kwam eind 2013 al op single uit, met Something In My Heart als bonustrack. Do It Again is de titeltrack van een ep die Röyksopp in mei 2014 samen met Robyn uitbracht. Ook Monument is een nummer van die ep. Beide tracks staan in een andere versie op The Inevitable End.

## Tracklisting
1. "Skulls" - 3:46
2. "Monument" (The Inevitable End version) - 4:47
3. "Sordid Affair" - 6:20
4. "You Know I Have to Go" - 7:35
5. "Save Me" - 4:36
6. "I Had This Thing" - 5:48
7. "Rong" - 2:32
8. "Here She Comes Again" - 5:02
9. "Running to the Sea" - 4:56
10. "Compulsion" - 6:59
11. "Coup de Grace" - 3:19
12. "Thank You" - 6:36

Bonustracks:
1. "Do It Again" (RYXP version) - 7:03
2. "Goodnite Mr. Sweetheart" - 5:02
3. "Caramel Afternoon" - 2:20
4. "Oh No" - 1:42
5. "Something in My Heart" - 5:29